# Zygogramma opifera
Zygogramma opifera är en skalbaggsart som först beskrevs av Carl Stål 1860.  Zygogramma opifera ingår i släktet Zygogramma och familjen bladbaggar. Inga underarter finns listade i Catalogue of Life.